# Shin -Deep-
Shin -Deep-(深 ～deep～) és el quart EP de la banda 12012, lliurat el desembre del 2004, sent l'últim a vendre de tres mesos de campanya.

## Llista de temes
1. "Lord it..." - 5:00
2. "Souseiji" (双生児) - 4:23
3. "Mental Food" - 5:16
4. "≠" - 00:42
5. "Another Scene" - 4:17